# Catedral de Nuestra Señora de los Remedios (Riohacha)
La Catedral Nuestra Señora de los Remedios es una iglesia catedralicia de culto católico consagrada a la Virgen de los Remedios en Riohacha, Colombia. Es sede de la Diócesis de Riohacha y por tanto, sede del obispo titular.

## Ubicación

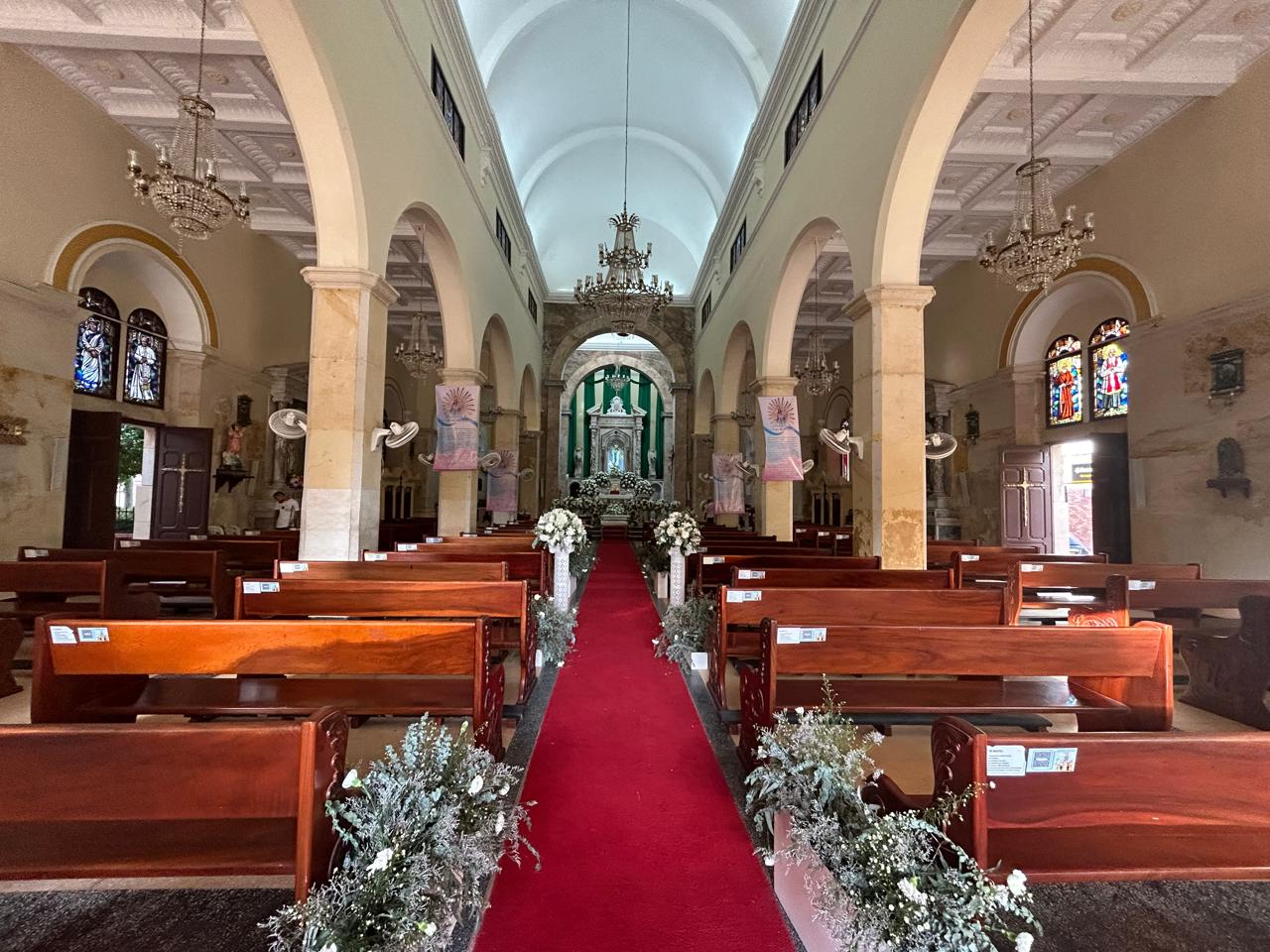
Nave central de la catedral Nuestra Señora de los Remedios

Es un edificio de estilo ecléctico en el que predomina el románico. Está localizado en la calle 2 # 7 - 13 en Riohacha, La Guajira.

## Historia

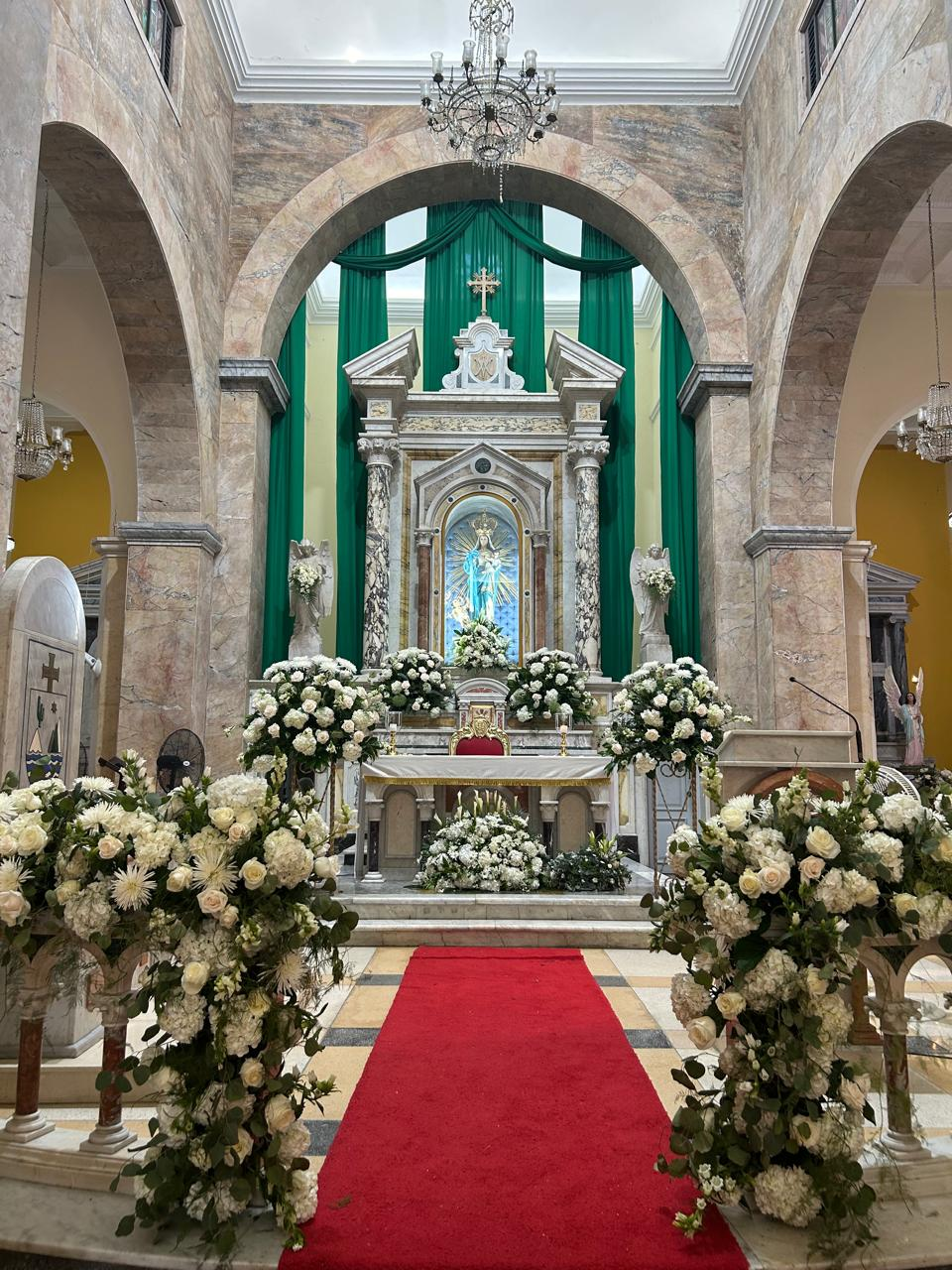
Altar principal

Desde los inicios de Riohacha alrededor de 1535, también empezó la devoción a la Virgen de los Remedios. Aunque la ciudad se fundó a 20 leguas de distancia de donde está hoy, por los lados del Cabo de la Vela, antes del traslado a principios de 1538 de la población de pescadores existentes allí. La primera población se llamó Ciudad de los Remedios y veneraban a esta patrona e incluso ella fue llevada consigo de ese lugar por los pobladores.
Narran los historiadores que en el siglo XV, queriendo la reina Isabel la Católica evangelizar esas regiones creyó oportuno interponer ante el altísimo a la Virgen María.
Para lograr dicho efecto se enviaron a dichas tierra sendas imágenes de la señora, pero llegadas las cajas al puerto de Santa Marta en el actual departamento de Magdalena, encontraron al abrirlas por una confusión, la imagen de la Inmaculada Concepción (que era la destinada a Riohacha ), pero a los samarios les gustó mucho y resolvieron dejarla allí y enviar en su reemplazo a Riohacha la imagen de la Virgen de los Remedios, que llegó a la bahía perlífera del cabo de la Vela cuando el puerto fue atacado y saqueado por piratas ingleses que buscaban perlas.
Desde el arribo de esa imagen a la ciudad, fue objeto de continua veneración. También se cuenta que desde el primer momento de sentados sus reales en Riohacha, la ciudad de las perlas, la Virgen comenzó a prodigar favores y milagros, consignados en las tradiciones. 
Posteriormente, la población fue traslada a las riberas de la desembocadura del río de la Hacha entre los años 1544-1545, donde fue renombrada "Nuestra Señora Santa María de los Remedios del Río de la Hacha".

### Historia del milagro

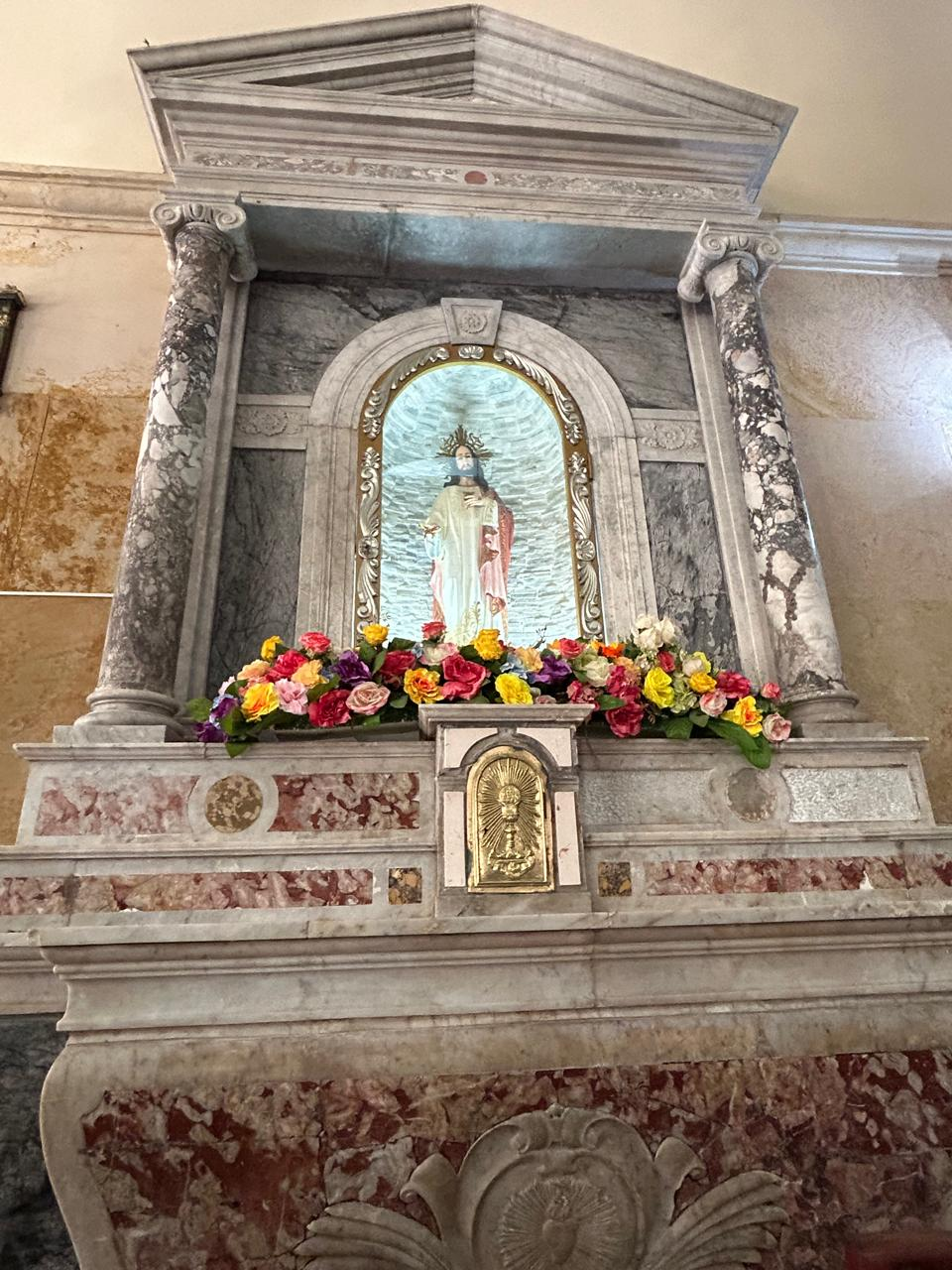
Altar lateral

Cuenta la historia que el 14 de mayo de 1663 una fuerte tempestad que azotó a Riohacha, que este desastre destruyó totalmente la calle de los Plataneros (área comercial de la capital guajira en aquella época) y continuaba amenazando con destruir el resto de la población. Por esto, los locales corrieron a la catedral y sacaron la imagen de la Virgen de los Remedios que se venera en el altar mayor. Luego, con el afán de los nativos y por los fuertes vientos, se cayó la corona de oro que llevaba puesta, hecho que inmediatamente calmó la furia del mar y el fenómeno climático.
La veracidad de la historia queda reforzada por el notable avance del mar en la ciudad, lo que obligó al gobierno nacional a construir un tajamar. Además, la existencia de la calle de los Plataneros está ampliamente demostrada por los objetos de oro y plata elaborados por orfebres locales.
En honor a la divina acción, el 14 de mayo hay procesiones que se realizan cada año en la avenida La Marina (lugar del Milagro) y la Virgen es transportada en una embarcación a través del mar frente a las costas de la ciudad.

#### Otros milagros

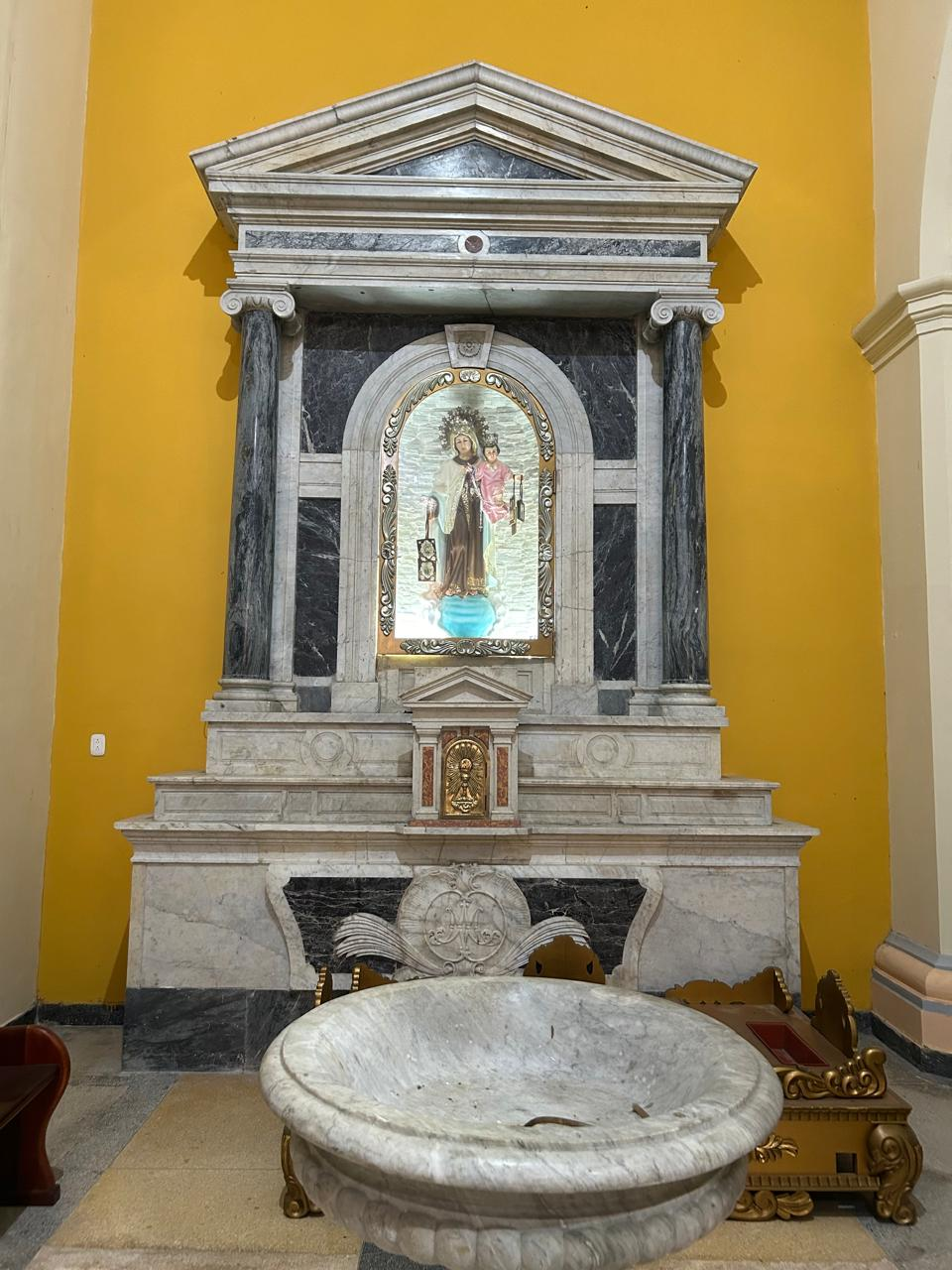
Altar lateral

También se conoce que en las incursiones de piratas y las amenazas de indios, la "gloriosa imagen" se vio defendiendo a sus protegidos de los intentos de saquear y robar las joyas de la ciudad en la noche, pues quedaron burlados porque al llegar a aquello lugar arenoso les pareció ver grandes montañas y bosques y una señora que capitaneaba un ejército entonces esto hizo desistir a los malhechores.

## Construcción
No se conservan vestigios de la iglesia original y se cree que como las más importantes calles de la ciudad quedaron destruidas por el mar, lo mismo pudo suceder con la parroquia. Algunos ancianos de la ciudad dicen que la antigua iglesia estaba al sur de la plaza de la parroquia actual. A principios del Siglo XIX se rendía culto a la Virgen en una humilde iglesia.
Pero la iglesia actual se empezó a construir en 1835, se quería un templo grande y de buen estilo como el actual. En 1852 se terminó la parroquia y Luis Álvarez trasladó a Nuestra Señora de los Remedios al nuevo templo.
Después, Rafael Celedón, obispo de Santa Marta, mejoró el ejercicio ministerial y fue el constructor de un altar de caoba para la imagen de la Virgen de los Remedios.
En 1906 se reformó la fachada, dándole más artístico y marcado estilo, evitando que se desplomara, además de componerle las paredes, y se colocaron los cuatro altares de mármol junto al altar mayor, al que se le levantaría una cúpula. Las obras fueron realizadas por el arquitecto neerlandés Antonio Stoute.

### Imagen de la Virgen
La imagen de Nuestra Señora de los Remedios es de madera y es de las más antiguas que se veneran en Colombia. La imagen primitiva aún se conserva y aunque la carcoma ha destruido las extremidades, el resto aún se mantiene intacto.
Posteriormente se compró otra imagen tallada, pero la destruyó el comején, entonces en 1943 se encargó otra nueva a los mejores talleres de Valencia, España, la cual ahora se saca en las procesiones.
A pesar de las continuas guerras con los indígenas en los primeros años y de la quema de la ciudad por los piratas, la Virgen de los Remedios siempre ha acompañado a los riohacheros

### Conmemoraciones

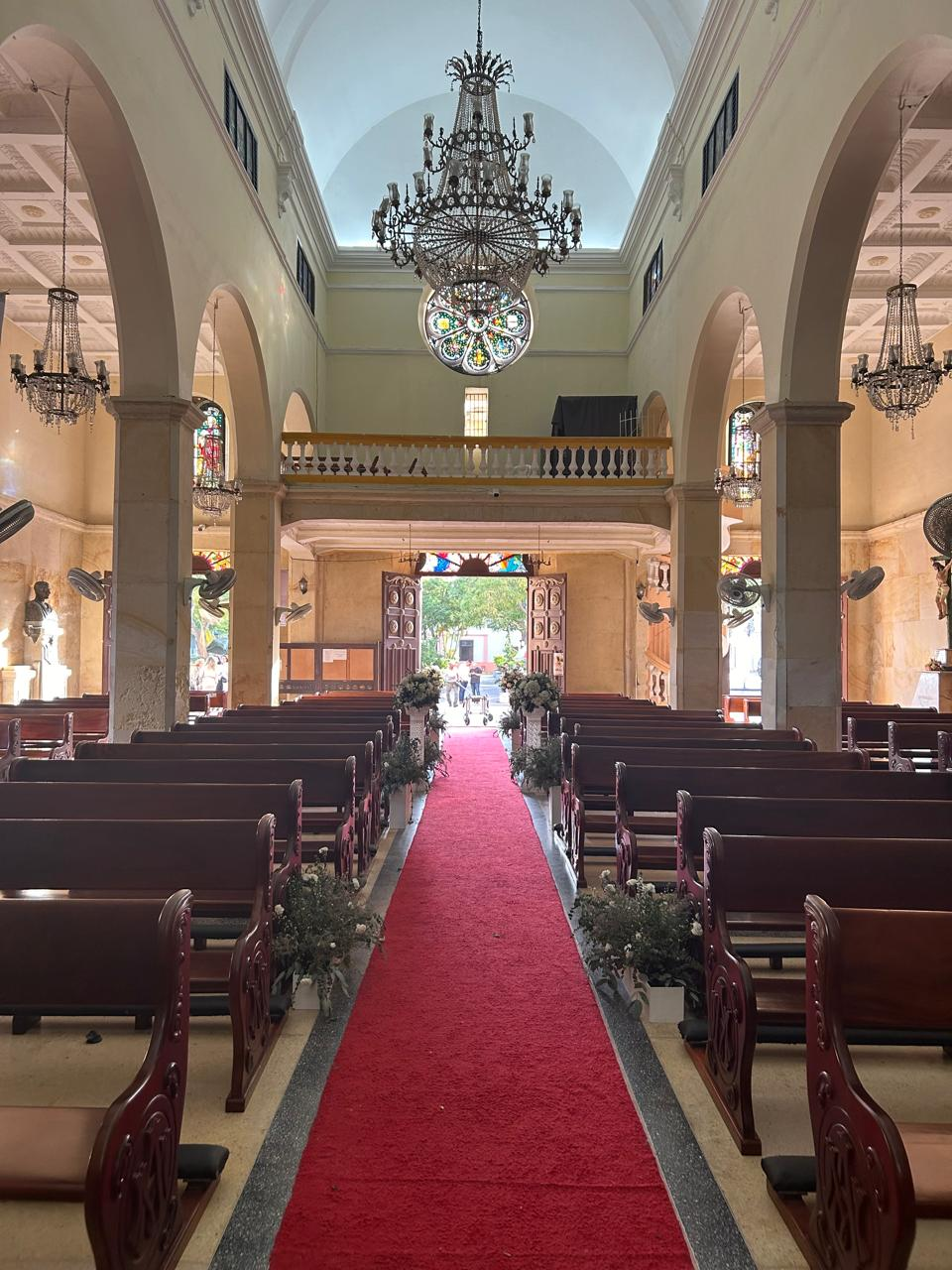
Nave central

Es tradición que los hombres de cada familia en muestra de liderazgo y respeto madruguen a la fiesta más representativa e importante de toda la península, acuden con su mejor atuendo y esperan horas para hacer una venia a la imagen de la Virgen y reciben una vela que no falta en ningún hogar de la Guajira 

#### El significado de la vela

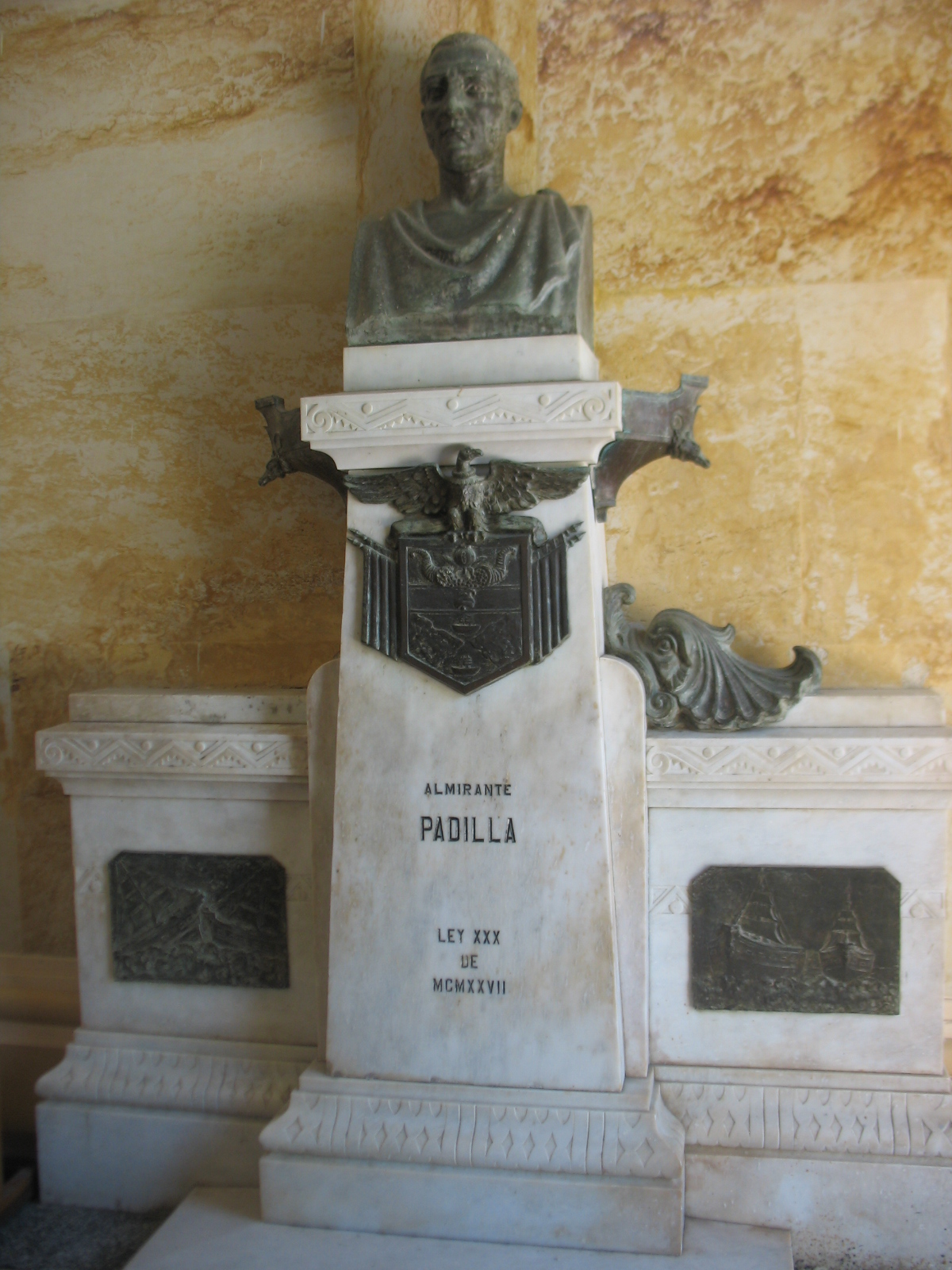
Restos del almirante Padilla en la Catedral.

Cuentan muchos feligreses que la mayor muestra de milagro de la vela es que cuando hay amenaza de tormenta, en cada hogar la encienden y esta calma el fenómeno climático.

### Himno a la Virgen de los Remedios
Salve a la Augusta Madona
Honor a los Riohacheros;
Salve a la Virgen Patrona
De los devotos sinceros.
CORO
Que feliz siempre Riohacha
Honre por todos los medios
A su patrona sin tacha
La Virgen de los Remedios !.
Salve a la flor de los campos
De la Iglesia en los altares,
Entre rosas y entre lampos,
Entre aromas y cantares.
Salve a la estrella sonriente
Que alumbra con sus fulgores
La esperanza del ferviente
Corazón en sus dolores.
Salve a la que infunde aliento
De los bravos en el alma:
Dándoles en el momento
De la lid, valor y calma.
Salve a la que lleva impreso
En su semblante de hermosa
El albor del casto beso
Del genio que la hizo diosa
Salve a la virgen austera
que inflama los corazones
esparciendo por doquiera
la excelsitud de sus dones
Salve ! susurra la brisa,
y en suaves y raudos giros
con el rumor de la Misa
se confunden los suspiros
Salve ! Salve! Que este grito
De nuestro himno en la trompeta
Se remonte al infinito
Do está la anhelada meta.